# Rumex stenophyllus
Rumex stenophyllus là một loài thực vật có hoa trong họ Rau răm. Loài này được Ledeb. miêu tả khoa học đầu tiên năm 1830.